# Rendering intent
Mit dem Rendering Intent (Wiedergabe-Ziel, Wiedergabe-Absicht oder auch als "Priorität" bezeichnet) legt der Benutzer eines Farbmanagementsystems fest, welche Umrechnungsmethode angewendet werden soll. Die Umrechnung eines Bildes von einem Farbraum in einen anderen nennt man Gamut Mapping. Es sei erwähnt, dass dabei zwei Farbräume nicht direkt ineinander umgerechnet werden, sondern den Umweg über einen medienneutralen Verbindungsfarbraum (PCS = Profile Connection Space) nehmen, um zusätzliche Farbverfälschungen zu vermeiden.
Vier verschiedene Rendering Intents (RIs) wurden vom ICC (International Color Consortium) festgelegt: wahrnehmungsorientiert (= perzeptiv = fotografisch), relativ farbmetrisch, absolut farbmetrisch (oder colorimetrisch) und sättigungserhaltend (= Präsentation). Um zu verstehen, warum trotz gleicher RIs unterschiedliche Ergebnisse bei der Verwendung verschiedener Programme zur Profilerstellung entstehen, muss man wissen, dass die RIs nicht genormt sind. Sie entsprechen keiner konkreten Rechenvorschrift oder Formel. So sind z. Z. (Mitte 2008) vorwiegend Mischformen der RIs im Umlauf, die am ehesten als Zwischenstadien der einzelnen RIs zu bezeichnen sind. 
Das ICC unterteilt die RIs in zwei Kategorien: A) Re-Purposing (neuer Zweck, dazu gehört der perzeptive und der sättigungserhaltende) und B) Re-targeting (andere Druckausgabe / Proof, dazu gehören die beiden farbmetrischen).
Die Bezeichnungen befinden sich im Fluss, da das Thema noch relativ jung ist.

## Verwendung

### Neue Anwendung
(Re-purposing, besonders Umrechnung von einem größeren in ein kleineres RGB-Farbprofil)
Perzeptiv (perceptual)/empfindungsgemäß: Dieser RI transformiert das Bild in optisch ansprechender Weise, indem die relativen visuellen Beziehungen zwischen den Quellfarben beibehalten werden. Das menschliche Auge reagiert stärker auf Verschiebungen zwischen den Quellfarben als auf eine gleichmäßige Änderung, bei der die Beziehungen der Quellfarben bestehen bleiben. Für Dokumente mit großem Farbumfang ist dies die ideale Methode, da das Verhältnis der Farben innerhalb und außerhalb des Farbumfanges erhalten bleibt. 
 Wenn von einem größeren in einen kleineren Farbraum umgerechnet wird, werden alle Farbabstände komprimiert, allerdings werden die gesättigten Bereiche stärker komprimiert als die weniger gesättigten, da das menschliche Farbempfinden Unterschiede zwischen wenig gesättigten oder neutralen (grauen) Farbtönen sehr viel stärker wahrnimmt als zwischen gesättigten Farben gleichen Farbtons. Die Komprimierung ist also nicht-linear. Das Gamut Mapping wird bei der Erstellung des ICC-Profils festgelegt, es ist also von dem Motiv unabhängig. Das kann unter Umständen dazu führen, dass Motive mit geringer Buntheit unnötig stark komprimiert werden. Dieser RI ist besonders geeignet bei der Umrechnung von Bildern zu sRGB für die Web-Ausgabe. Allerdings sollte beachtet werden, dass in das sRGB IEC61966-2.1 Profil, welches immer noch ein weit verbreiteter Standard ist, nicht mit perzeptivem Intent konvertiert werden kann. Mit den aktuellen sRGBv4 Profilen ist dies aber möglich.
Sättigungserhaltend (saturation): Diese Umrechnung dient vor allem dazu, möglichst satte Farben in Präsentationsgrafiken (Torten- oder Balkendiagramme usw.) zu erhalten. Es wird nach maximaler Sättigung gesucht, auch unter Inkaufnahme von Farbton-Verschiebungen, allerdings wird dabei die Farbgenauigkeit erheblich beeinträchtigt.

### Anderes Druckverfahren
(Re-targeting, Verwendung bei der Umrechnung von RGB zu CMYK, und beim digitalen Proofen)
Absolut farbmetrisch (ICC-absolute colorimetric): Bei der Umrechnung von einem größeren in einen kleineren Farbraum werden die Farben, die außerhalb des Zielfarbraums liegen, auf dessen Hülle abgebildet (Clipping). Die Farben innerhalb beider Farbräume werden nicht verändert. Interessant ist dieses Verfahren besonders für Digitalproofs, bei dem der Proofdrucker (in der Regel ein Tintenstrahldrucker mit 6 oder mehr Farben) ein anderes Druckverfahren (z. B. CMYK-Offsetdruck) simuliert. Durch absolut farbmetrische Wiedergabe wird sichergestellt, dass der Proof alle Farben exakt so darstellt wie das spätere Druckergebnis. Dieses Verfahren wird vor allem verwendet, wenn der Proof als Vorlage in die Druckerei gegeben wird. Da der Weißraum nicht angepasst werden darf, muss im Idealfall das Auflagenpapier als Proofpapier eingesetzt werden beziehungsweise denselben Weißgrad aufweisen. Ein zuverlässiger Proof darf kein Clipping aufweisen. Der Gamut des zu simulierenden Druckverfahrens muss deshalb vollständig innerhalb des Proofdrucker-Gamuts liegen. Ebenso erfolgt die Ausgabe von Datei zu Druckplatte mittels dieser Methode. 
Relativ farbmetrisch (media-relative colorimetric): Die Umrechnung erfolgt ähnlich wie beim absolut farbmetrischen Rendering Intent, allerdings erfolgt hier eine Papierweiß-Anpassung. Alle Farben des Quellfarbraums werden zunächst so verschoben, dass die Weißpunkte der beiden Medien zusammenfallen. Außerhalb des Zielfarbraums liegende Farben werden dann – ähnlich wie beim absolut farbmetrischen Intent – beschnitten, allerdings unter Beibehaltung der relativen Farbort-Abstände und Helligkeitsunterschiede. Diese Methode wird vor allem für Layout-Drucke und bei der Umrechnung von Bildern von einem größeren in einen kleineren Farbraum Gamut wie von RGB zu CMYK verwendet. Im Gegensatz zu Perzeptiv bleiben die Helligkeitsdifferenzierungen besser erhalten. Diese Methode zeichnet sich daher durch die geringsten Qualitätsverluste aus und ist heute in den gängigen Bildbearbeitungsprogrammen die Voreinstellung. 